# Eucalyptus pulverulenta
Eucalyptus pulverulenta là một loài thực vật có hoa trong Họ Đào kim nương. Loài này được Sims mô tả khoa học đầu tiên năm 1818.

## Hình ảnh

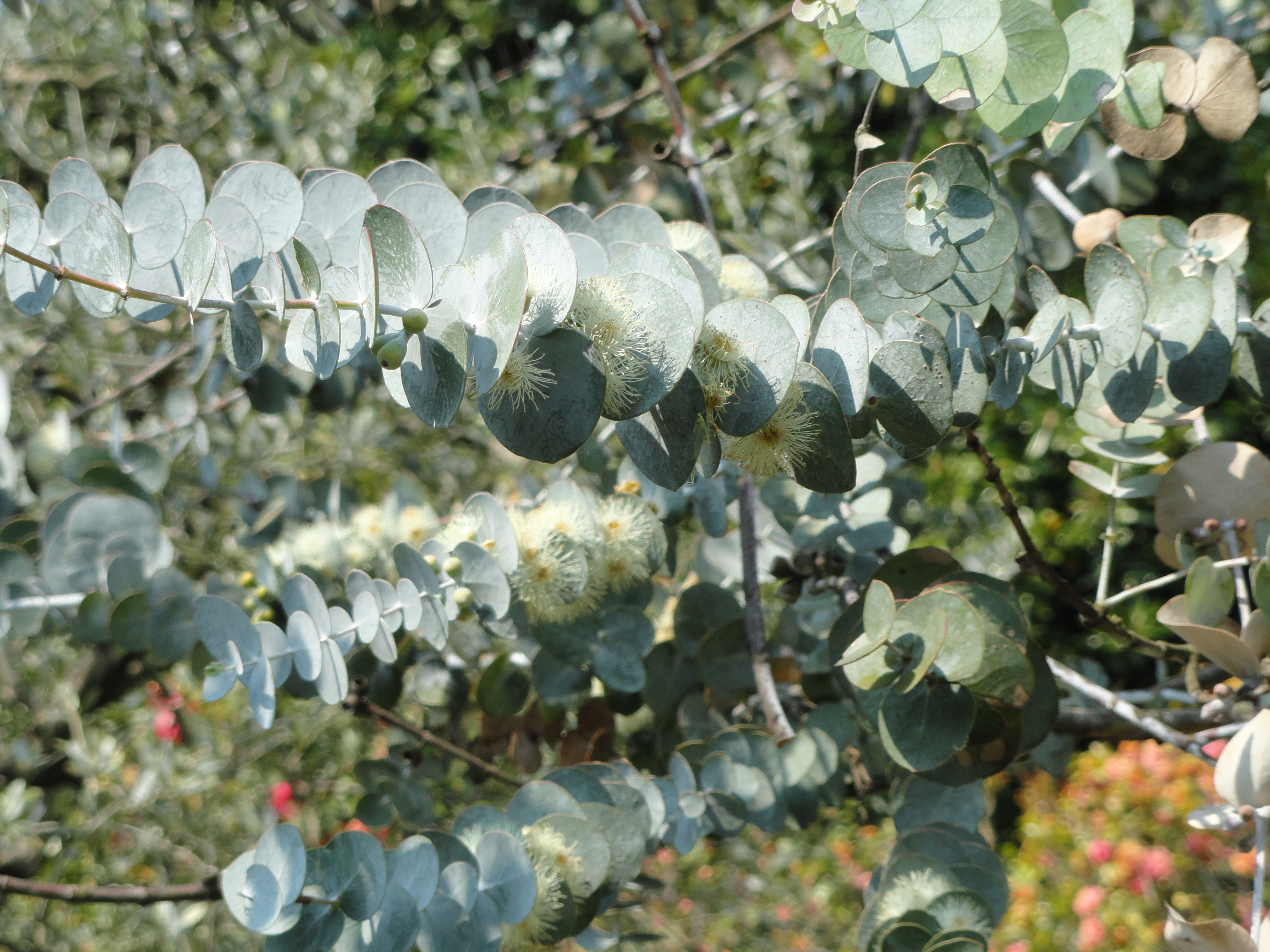